# Space Oddity
Space Oddity is een nummer van de Britse muzikant David Bowie, voor het eerst op single uitgebracht op 11 juli 1969. Het werd een wereldwijde hit ten tijde van en kort na de eerste bemande maanlanding van de Apollo 11. Het is tevens het openingsnummer van het album David Bowie uit november van dat jaar (dit album werd later onder de naam Space Oddity opnieuw uitgebracht). De titel van het nummer is ontleend aan Stanley Kubricks uit 1968 daterende film 2001: A Space Odyssey.

## Tekst
Space Oddity gaat over Major Tom, een fictieve astronaut, bij wie tijdens een ruimtemissie het contact met de thuisbasis op aarde wegvalt, waar men veronderstelt dat er iets mis moet zijn. Major Tom zelf mijmert dat hij in een hulpeloze positie verkeert: "Planet Earth is blue - And there's nothing I can do".
Er is destijds ook een filmpje (videoclip avant la lettre) gemaakt, en daarin zien we dat de astronaut in het gezelschap verkeert van twee engelachtige vrouwelijke ruimtewezens en wordt gesuggereerd dat zij het hem 'naar de zin willen maken'.

## Populariteit
"Space Oddity" was Bowies eerste single in de hitlijsten in het Verenigd Koninkrijk; het bereikte de top vijf. In 1970 won het nummer de Special Award for Originality bij de Ivor Novello Awards.
Nadat het nummer in 1975 opnieuw werd uitgebracht, werd het Bowies eerste nummer 1-hit in het Verenigd Koninkrijk.
In de latere nummers Ashes to Ashes (1980), Hallo Spaceboy (1995) en Blackstar (2016) speelt Major Tom ook weer een rol.

## Varianten
In 1983 had de Duitse zanger Peter Schilling een hit met Major Tom (völlig losgelöst), wat ook weer over Major Tom gaat. De Canadese astronaut Chris Hadfield voerde in 2013 het nummer uit aan boord van het Internationale ruimtestation ISS, waarmee het de eerste videoclip werd die in de ruimte is opgenomen. De videoclip moest op 13 mei 2014 van YouTube gehaald worden; hoewel Bowie had aangegeven dat hij graag had gezien dat het nummer mocht blijven, had de rechthebbende van de muziek maar een licentie voor een jaar gegeven. Per 2 november 2014 is de video teruggeplaatst, nu met een tweejarige licentie.
Bowie heeft in 1979 een akoestische versie van het nummer opgenomen. Dit is in februari 1980 op single uitgebracht, als de B-kant van Alabama Song. In 1992 werd het nummer ook uitgebracht als bonustrack op de heruitgave van het album Scary Monsters (and Super Creeps).
In 2011 bewerkte Andrew Kolb het nummer tot een geïllustreerd kinderboek.

## Muzikanten
De originele versie werd door de volgende personen opgenomen:
- David Bowie – zang, akoestische gitaar, stylofoon
- Mick Wayne – gitaar
- Herbie Flowers – basgitaar
- Terry Cox – drums
- Paul Buckmaster – arrangement snaarinstrumenten
- Tony Visconti – blaasinstrumenten, productie
- Rick Wakeman – mellotron
- Gus Dudgeon – productie

## Hitnoteringen
De plaat bereikte in 1975 de nummer 1-positie in Bowie's thuisland het Verenigd Koninkrijk. Verder kwam de plaat in de hitlijsten van België (20), Frankrijk (144), Ierland (3), Nederland (4), Zweden (15) de Verenigde Staten (15) en Canada (16).
In Nederland werd de plaat veel gedraaid op de zeezender Radio Veronica en op de publieke popzender Hilversum 3.

### Nederlandse Top 40
| Hitnotering (week 1 t/m 9): 20-09-1969 t/m 15-11-1969 Hitnotering (week 10 t/m 17): 06-12-1975 t/m 24-01-1976 | Hitnotering (week 1 t/m 9): 20-09-1969 t/m 15-11-1969 Hitnotering (week 10 t/m 17): 06-12-1975 t/m 24-01-1976 | Hitnotering (week 1 t/m 9): 20-09-1969 t/m 15-11-1969 Hitnotering (week 10 t/m 17): 06-12-1975 t/m 24-01-1976 | Hitnotering (week 1 t/m 9): 20-09-1969 t/m 15-11-1969 Hitnotering (week 10 t/m 17): 06-12-1975 t/m 24-01-1976 | Hitnotering (week 1 t/m 9): 20-09-1969 t/m 15-11-1969 Hitnotering (week 10 t/m 17): 06-12-1975 t/m 24-01-1976 | Hitnotering (week 1 t/m 9): 20-09-1969 t/m 15-11-1969 Hitnotering (week 10 t/m 17): 06-12-1975 t/m 24-01-1976 | Hitnotering (week 1 t/m 9): 20-09-1969 t/m 15-11-1969 Hitnotering (week 10 t/m 17): 06-12-1975 t/m 24-01-1976 | Hitnotering (week 1 t/m 9): 20-09-1969 t/m 15-11-1969 Hitnotering (week 10 t/m 17): 06-12-1975 t/m 24-01-1976 | Hitnotering (week 1 t/m 9): 20-09-1969 t/m 15-11-1969 Hitnotering (week 10 t/m 17): 06-12-1975 t/m 24-01-1976 | Hitnotering (week 1 t/m 9): 20-09-1969 t/m 15-11-1969 Hitnotering (week 10 t/m 17): 06-12-1975 t/m 24-01-1976 | Hitnotering (week 1 t/m 9): 20-09-1969 t/m 15-11-1969 Hitnotering (week 10 t/m 17): 06-12-1975 t/m 24-01-1976 | Hitnotering (week 1 t/m 9): 20-09-1969 t/m 15-11-1969 Hitnotering (week 10 t/m 17): 06-12-1975 t/m 24-01-1976 | Hitnotering (week 1 t/m 9): 20-09-1969 t/m 15-11-1969 Hitnotering (week 10 t/m 17): 06-12-1975 t/m 24-01-1976 | Hitnotering (week 1 t/m 9): 20-09-1969 t/m 15-11-1969 Hitnotering (week 10 t/m 17): 06-12-1975 t/m 24-01-1976 | Hitnotering (week 1 t/m 9): 20-09-1969 t/m 15-11-1969 Hitnotering (week 10 t/m 17): 06-12-1975 t/m 24-01-1976 | Hitnotering (week 1 t/m 9): 20-09-1969 t/m 15-11-1969 Hitnotering (week 10 t/m 17): 06-12-1975 t/m 24-01-1976 | Hitnotering (week 1 t/m 9): 20-09-1969 t/m 15-11-1969 Hitnotering (week 10 t/m 17): 06-12-1975 t/m 24-01-1976 | Hitnotering (week 1 t/m 9): 20-09-1969 t/m 15-11-1969 Hitnotering (week 10 t/m 17): 06-12-1975 t/m 24-01-1976 | Hitnotering (week 1 t/m 9): 20-09-1969 t/m 15-11-1969 Hitnotering (week 10 t/m 17): 06-12-1975 t/m 24-01-1976 | Hitnotering (week 1 t/m 9): 20-09-1969 t/m 15-11-1969 Hitnotering (week 10 t/m 17): 06-12-1975 t/m 24-01-1976 |
| Week: | 1 | 2 | 3 | 4 | 5 | 6 | 7 | 8 | 9 | | 10 | 11 | 12 | 13 | 14 | 15 | 16 | 17 | |
| --- | --- | --- | --- | --- | --- | --- | --- | --- | --- | --- | --- | --- | --- | --- | --- | --- | --- | --- | --- |
| Positie: | 38 | 20 | 12 | 9 | 8 | 9 | 12 | 23 | 34 | uit | 12 | 4 | 4 | 6 | 14 | 17 | 26 | 37 | uit |

### Hilversum 3 Top 30 / Nationale Hitparade / Mega Top 50
| Hitnotering (week 1 t/m 8): 27-09-1969 t/m 15-11-1969 Hitnotering (week 9 t/m 13): 06-12-1975 t/m 10-01-1976 Hitnotering (week 14): 16-01-2016 | Hitnotering (week 1 t/m 8): 27-09-1969 t/m 15-11-1969 Hitnotering (week 9 t/m 13): 06-12-1975 t/m 10-01-1976 Hitnotering (week 14): 16-01-2016 | Hitnotering (week 1 t/m 8): 27-09-1969 t/m 15-11-1969 Hitnotering (week 9 t/m 13): 06-12-1975 t/m 10-01-1976 Hitnotering (week 14): 16-01-2016 | Hitnotering (week 1 t/m 8): 27-09-1969 t/m 15-11-1969 Hitnotering (week 9 t/m 13): 06-12-1975 t/m 10-01-1976 Hitnotering (week 14): 16-01-2016 | Hitnotering (week 1 t/m 8): 27-09-1969 t/m 15-11-1969 Hitnotering (week 9 t/m 13): 06-12-1975 t/m 10-01-1976 Hitnotering (week 14): 16-01-2016 | Hitnotering (week 1 t/m 8): 27-09-1969 t/m 15-11-1969 Hitnotering (week 9 t/m 13): 06-12-1975 t/m 10-01-1976 Hitnotering (week 14): 16-01-2016 | Hitnotering (week 1 t/m 8): 27-09-1969 t/m 15-11-1969 Hitnotering (week 9 t/m 13): 06-12-1975 t/m 10-01-1976 Hitnotering (week 14): 16-01-2016 | Hitnotering (week 1 t/m 8): 27-09-1969 t/m 15-11-1969 Hitnotering (week 9 t/m 13): 06-12-1975 t/m 10-01-1976 Hitnotering (week 14): 16-01-2016 | Hitnotering (week 1 t/m 8): 27-09-1969 t/m 15-11-1969 Hitnotering (week 9 t/m 13): 06-12-1975 t/m 10-01-1976 Hitnotering (week 14): 16-01-2016 | Hitnotering (week 1 t/m 8): 27-09-1969 t/m 15-11-1969 Hitnotering (week 9 t/m 13): 06-12-1975 t/m 10-01-1976 Hitnotering (week 14): 16-01-2016 | Hitnotering (week 1 t/m 8): 27-09-1969 t/m 15-11-1969 Hitnotering (week 9 t/m 13): 06-12-1975 t/m 10-01-1976 Hitnotering (week 14): 16-01-2016 | Hitnotering (week 1 t/m 8): 27-09-1969 t/m 15-11-1969 Hitnotering (week 9 t/m 13): 06-12-1975 t/m 10-01-1976 Hitnotering (week 14): 16-01-2016 | Hitnotering (week 1 t/m 8): 27-09-1969 t/m 15-11-1969 Hitnotering (week 9 t/m 13): 06-12-1975 t/m 10-01-1976 Hitnotering (week 14): 16-01-2016 | Hitnotering (week 1 t/m 8): 27-09-1969 t/m 15-11-1969 Hitnotering (week 9 t/m 13): 06-12-1975 t/m 10-01-1976 Hitnotering (week 14): 16-01-2016 | Hitnotering (week 1 t/m 8): 27-09-1969 t/m 15-11-1969 Hitnotering (week 9 t/m 13): 06-12-1975 t/m 10-01-1976 Hitnotering (week 14): 16-01-2016 | Hitnotering (week 1 t/m 8): 27-09-1969 t/m 15-11-1969 Hitnotering (week 9 t/m 13): 06-12-1975 t/m 10-01-1976 Hitnotering (week 14): 16-01-2016 | Hitnotering (week 1 t/m 8): 27-09-1969 t/m 15-11-1969 Hitnotering (week 9 t/m 13): 06-12-1975 t/m 10-01-1976 Hitnotering (week 14): 16-01-2016 | Hitnotering (week 1 t/m 8): 27-09-1969 t/m 15-11-1969 Hitnotering (week 9 t/m 13): 06-12-1975 t/m 10-01-1976 Hitnotering (week 14): 16-01-2016 |
| Week: | 1 | 2 | 3 | 4 | 5 | 6 | 7 | 8 | | 9 | 10 | 11 | 12 | 13 | | 14 | |
| --- | --- | --- | --- | --- | --- | --- | --- | --- | --- | --- | --- | --- | --- | --- | --- | --- | --- |
| Positie: | 21 | 13 | 8 | 9 | 11 | 11 | 15 | 26 | uit | 11 | 4 | 4 | 13 | 16 | uit | 62 | uit |

### NPO Radio 2 Top 2000
| Nummer met noteringen in de NPO Radio 2 Top 2000 | '99 | '00 | '01 | '02 | '03 | '04 | '05 | '06 | '07 | '08 | '09 | '10 | '11 | '12 | '13 | '14 | '15 | '16 | '17 | '18 | '19 | '20 | '21 | '22 | '23 | '24 |
| ------------------------------------------------ | --- | --- | --- | --- | --- | --- | --- | --- | --- | --- | --- | --- | --- | --- | --- | --- | --- | --- | --- | --- | --- | --- | --- | --- | --- | --- |
| Space Oddity                                     | 59  | 75  | 144 | 104 | 135 | 78  | 191 | 205 | 278 | 156 | 156 | 185 | 202 | 205 | 161 | 130 | 139 | 38  | 76  | 81  | 92  | 107 | 119 | 132 | 134 | 159 |

1. ↑  Een vetgedrukt getal geeft de hoogste notering aan.

### Evergreen Top 1000
| Evergreen Top 1000 | Evergreen Top 1000 | Evergreen Top 1000 | Evergreen Top 1000 | Evergreen Top 1000 | Evergreen Top 1000 | Evergreen Top 1000 | Evergreen Top 1000 | Evergreen Top 1000 | Evergreen Top 1000 | Evergreen Top 1000 | Evergreen Top 1000 | Evergreen Top 1000 | Evergreen Top 1000 | Evergreen Top 1000 | Evergreen Top 1000 | Evergreen Top 1000 |
| Jaar               | 2008               | 2009               | 2010               | 2011               | 2012               | 2013               | 2014               | 2015               | 2016               | 2017               | 2018               | 2019               | 2020               | 2021               | 2022               | 2023               |
| ------------------ | ------------------ | ------------------ | ------------------ | ------------------ | ------------------ | ------------------ | ------------------ | ------------------ | ------------------ | ------------------ | ------------------ | ------------------ | ------------------ | ------------------ | ------------------ | ------------------ |
| Positie            | -                  | -                  | -                  | -                  | -                  | -                  | -                  | -                  | 376                | 464                | 174                | 241                | 349                | 245                | 268                | 252                |